# Perduellio
Perduellio (în latină per duellum, în gemană Hochverrat) este în dreptul penal roman termenul folosit pentru a desemna acțiunile sau faptele ostile, în special cele săvârșite de funcționari, împotriva comunității romane. În Roma antică termenul indica ofensa pentru care se aplica pedeapsa capitală și avea înțelesul de „înaltă trădare”.
Infracțiunea exactă ca și faptele comise împotriva comunității nu erau precizate. Fiind pedepsită cu moartea, Perduellio era inclusă în Legile celor douăsprezece tăblițe, care instituiau drepturile și obligațiile cetățenilor romani. Se presupune că perduellio făcea obiectul cercetării penale publice încă din perioada de început a Republicii Romane. Învinuitul reușea să evite condamnarea doar prin autoexil.
În condițiile legii, cei condamnați pentru perduellio erau supuși morții fie prin spânzurare de un copac (considerat a fi nefericit), fie prin aruncare de pe Stânca Tarpeia (Rupes Tarpeia), aflată pe partea sudică a colinei Capitoliului. Familiile celor condamnați nu aveau voie să-i plângă, iar casele lor erau dărâmate.
Un caz special de perduellio este cel al bătrânului senator Gaius Rabirius, cercetarea împotriva căruia a fost înscenată de Iulius Cezar care urmărea să creeze un precedent în scopul de a-i elimina pe politicienii  adversarii interni.
Pe măsură ce conceptul de suveranitate națională a apărut la Roma, perduellio a început să însemne, de asemenea, infracțiunea prin care „era încălcată sau pusă în pericol demnitatea, supremația sau puterea comunității romane” și includea fapte precum pierderea unei armate, încălcarea drepturilor tribunilor plebei sau uzurparea unei funcții a statului.